# Nico & Vinz

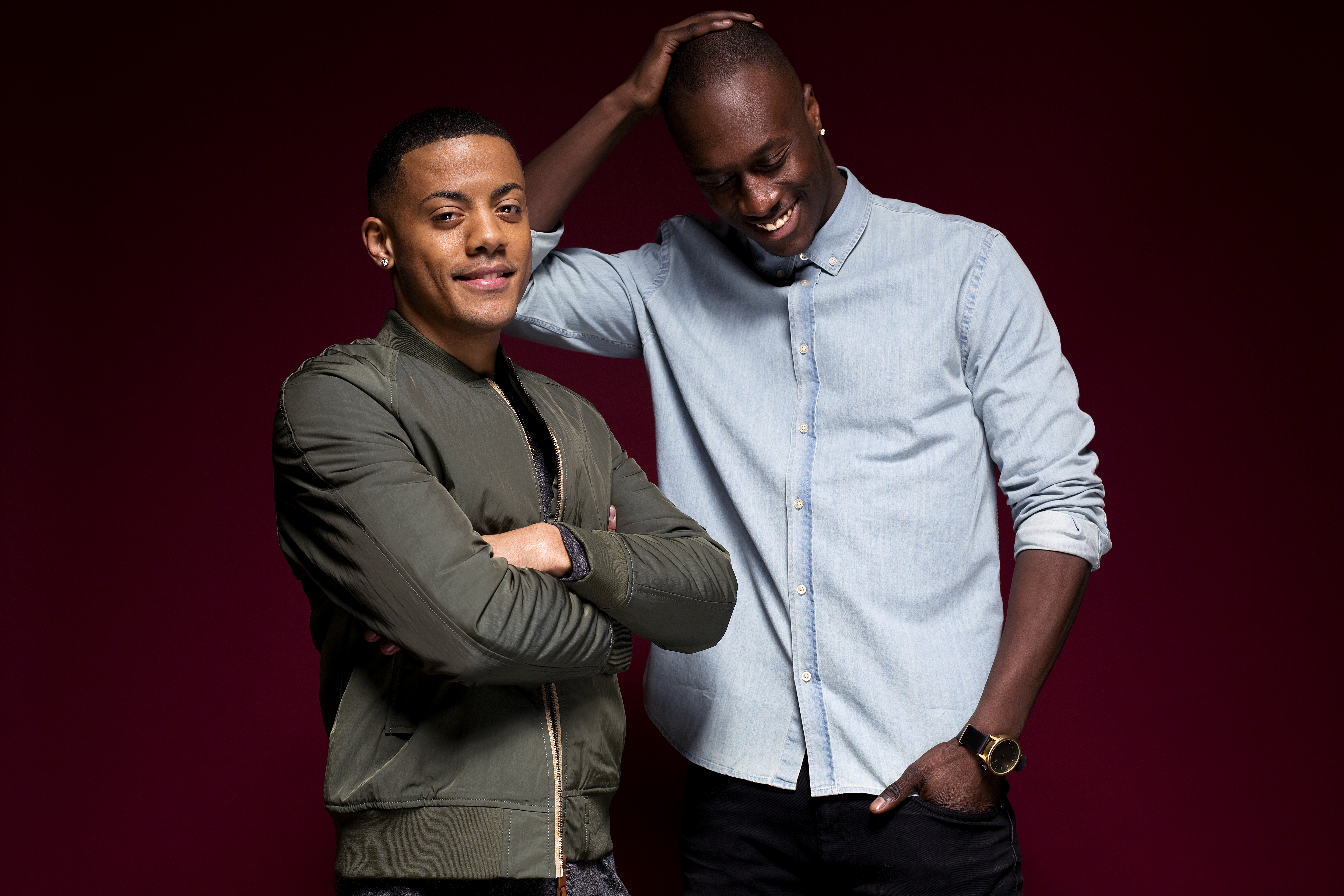
Nico & Vinz (2013)

Nico & Vinz sind ein norwegisches Hip-Hop- und Afropop-Duo, das bis 2013 unter dem Namen Envy bekannt war. Es besteht aus den aus Oslo stammenden Musikern Nicolay „Nico“ Sereba und Vincent „Vinz“ Dery.

## Karriere
Nico Sereba und Vinz Dery sind in Oslo geboren und aufgewachsen und haben ivorische bzw. ghanaische Wurzeln. Der afrikanische Einfluss ist auch in ihrer Musik zu hören. Mit knapp 17 Jahren schlossen sich die beiden Norweger 2009 unter dem Namen Envy zusammen. Zwei Jahre später nahmen sie an dem internationalen Nachwuchsfestival Emergenza teil und konnten das Finale beim Taubertal-Festival gewinnen. Noch im selben Jahr hatten sie mit dem Stück One Song ihren ersten Hit in den norwegischen Charts. Das Video zu dem Lied wurde mit einem Spellemannprisen, dem wichtigsten norwegischen Musikpreis ausgezeichnet.
Im Frühjahr 2012 veröffentlichten sie ihr Debütalbum The Magic Soup and the Bittersweet Faces. Es kam zwar ebenfalls in die Charts, konnte sich aber nur eine Woche darin halten. Eine zweite Single daraus, Go Loud, kam nicht in die Hitparaden. Danach gingen sie lange auf Tour, um ihre Popularität zu steigern, und schrieben an neuen Songs. Der große Durchbruch kam ein Jahr später im Frühjahr 2013 mit dem Lied Am I Wrong. Es stieg in den Charts bis auf Platz zwei und wurde anschließend in den Nachbarländern veröffentlicht, wo es in Schweden und Dänemark ebenfalls Platz zwei und in Finnland Platz fünf erreichte. Nico & Vinz wurden mehrfach mit Platin ausgezeichnet. Noch im selben Jahr hatten sie mit In Your Arms einen weiteren Top-fünf-Hit. Am 11. Dezember waren sie einer der Interpreten bei der Konzertveranstaltung anlässlich der Verleihung des Friedensnobelpreises. Für den Erfolg in diesem Jahr wurden sie außerdem mit einem European Border Breakers Award ausgezeichnet.
Anfang 2014 nannten sich die beiden Musiker in Nico & Vinz um und unterschrieben einen Vertrag mit dem Major-Label Warner Music, um eine weltweite Karriere über die nordeuropäischen Länder hinaus zu starten. Ihr Hit Am I Wrong wurde am 21. Februar in den deutschsprachigen Ländern veröffentlicht und stieg dort bis in die Top 10, in Deutschland sogar bis auf Platz 3 und erreichte im Juni 2014 Goldstatus in Deutschland. Anfang Mai erschien das Lied dann in Nordamerika und Australien und erreichte auch dort hohe Chartplatzierungen.

## Diskografie

### Studioalben
| Jahr | Titel                               | Höchstplatzierung, Gesamtwochen, AuszeichnungChartplatzierungen (Jahr, Titel, Platzierungen, Wochen, Auszeichnungen, Anmerkungen) | Höchstplatzierung, Gesamtwochen, AuszeichnungChartplatzierungen (Jahr, Titel, Platzierungen, Wochen, Auszeichnungen, Anmerkungen) | Höchstplatzierung, Gesamtwochen, AuszeichnungChartplatzierungen (Jahr, Titel, Platzierungen, Wochen, Auszeichnungen, Anmerkungen) | Höchstplatzierung, Gesamtwochen, AuszeichnungChartplatzierungen (Jahr, Titel, Platzierungen, Wochen, Auszeichnungen, Anmerkungen) | Höchstplatzierung, Gesamtwochen, AuszeichnungChartplatzierungen (Jahr, Titel, Platzierungen, Wochen, Auszeichnungen, Anmerkungen) | Höchstplatzierung, Gesamtwochen, AuszeichnungChartplatzierungen (Jahr, Titel, Platzierungen, Wochen, Auszeichnungen, Anmerkungen) | Anmerkungen                              |
| Jahr | Titel                               | DE | AT | CH | UK | US | NO | Anmerkungen                              |
| ---- | ----------------------------------- | --- | --- | --- | --- | --- | --- | ---------------------------------------- |
| 2011 | One Song als Envy                   | — | — | — | — | — | NO37 (1 Wo.)NO | Erstveröffentlichung: 27. April 2011     |
| 2014 | Black Star Elephant als Nico & Vinz | — | — | — | — | US45 (6 Wo.)US | NO1 (10 Wo.)NO | Erstveröffentlichung: 16. September 2014 |

### EPs
- 2015: Cornerstone
- 2017: Elephant in the Room

### Mixtapes
- 2010: Dreamworks: Why Not Me

### Singles
| Jahr | Titel Album                                       | Höchstplatzierung, Gesamtwochen, AuszeichnungChartplatzierungen (Jahr, Titel, Album, Platzierungen, Wochen, Auszeichnungen, Anmerkungen) | Höchstplatzierung, Gesamtwochen, AuszeichnungChartplatzierungen (Jahr, Titel, Album, Platzierungen, Wochen, Auszeichnungen, Anmerkungen) | Höchstplatzierung, Gesamtwochen, AuszeichnungChartplatzierungen (Jahr, Titel, Album, Platzierungen, Wochen, Auszeichnungen, Anmerkungen) | Höchstplatzierung, Gesamtwochen, AuszeichnungChartplatzierungen (Jahr, Titel, Album, Platzierungen, Wochen, Auszeichnungen, Anmerkungen) | Höchstplatzierung, Gesamtwochen, AuszeichnungChartplatzierungen (Jahr, Titel, Album, Platzierungen, Wochen, Auszeichnungen, Anmerkungen) | Höchstplatzierung, Gesamtwochen, AuszeichnungChartplatzierungen (Jahr, Titel, Album, Platzierungen, Wochen, Auszeichnungen, Anmerkungen) | Anmerkungen |
| Jahr | Titel Album                                       | DE | AT | CH | UK | US | NO | Anmerkungen |
| ---- | ------------------------------------------------- | --- | --- | --- | --- | --- | --- | --- |
| 2011 | One Song The Magic Soup and the Bittersweet Faces | — | — | — | — | — | NO19 Platin · (2 Wo.)NO | Erstveröffentlichung: 10. Juni 2011                                                                                  |
| 2013 | Am I Wrong Black Star Elephant                    | DE3 ×3Dreifachgold · (31 Wo.)DE | AT4 Gold · (27 Wo.)AT | CH7 Gold · (36 Wo.)CH | UK1 ×2Doppelplatin · (40 Wo.)UK | US4 ×6Sechsfachplatin · (31 Wo.)US | NO2 ×14×314-fach-Platin + Dreifachplatin (Streaming) · (24 Wo.)NO                                                                        | Erstveröffentlichung: 12. April 2013; als Envy Erstveröffentlichung: 21. Januar 2014; als Nico & Vinz                |
| 2013 | In Your Arms Black Star Elephant                  | — | — | — | UK90 (1 Wo.)UK | US72 (12 Wo.)US | NO4 ×3Dreifachplatin · (17 Wo.)NO | Erstveröffentlichung: 31. Oktober 2013                                                                               |
| 2014 | When the Day Comes Black Star Elephant            | — | — | — | — | — | NO9 Platin · (8 Wo.)NO | Erstveröffentlichung: 30. September 2014                                                                             |
| 2015 | That’s How You Know Cornerstone                   | DE65* (9 Wo.)DE | AT12* (14 Wo.)AT | — | — | — | NO2 ×4Vierfachplatin · (18 Wo.)NO | Erstveröffentlichung: 17. Juli 2015 Erstveröffentlichung: 16. Februar 2016; *HeyHey Remix feat. Kid Ink & Bebe Rexha |
| 2015 | Our Love Cornerstone                              | — | — | — | — | — | NO36 Gold · (1 Wo.)NO | Erstveröffentlichung: 30. Oktober 2015                                                                               |
| 2019 | Where I Belong –                                  | — | — | — | — | — | NO35 (1 Wo.)NO | Erstveröffentlichung: 23. August 2019 mit Hayes                                                                      |

Weitere Singles
- 2011: Set to Go
- 2012: Go Loud
- 2015: My Melody
- 2015: Fresh Idea
- 2016: Hold It Together
- 2016: Praying to a God
- 2016: Not for Nothing
- 2017: Intrigued
- 2017: Listen

Gastbeiträge
- 2014: Lift Me Up (mit David Guetta & Ladysmith Black Mambazo)
- 2015: Rivers (mit Thomas Jack)
- 2015: Love You Right (mit Matoma)
- 2016: I Wanna Know (mit Alesso)
- 2016: League Of Your Own (mit DJ Spinking, French Montana & Velous)

## Auszeichnungen für Musikverkäufe
| Goldene Schallplatte - Dänemark - 2013: für die Single Am I Wrong - 2015: für die Single That’s How You Know - Neuseeland - 2015: für die Single In Your Arms Platin-Schallplatte - Australien - 2014: für die Single In Your Arms - 2015: für die Single That’s How You Know - Brasilien - 2023: für die Single I Wanna Know - Dänemark - 2014: für das Streaming In Your Arms - Italien - 2019: für die Single I Wanna Know - Neuseeland - 2016: für die Single That’s How You Know - 2024: für das Album Black Star Elephant - Schweden - 2013: für die Single Am I Wrong - 2014: für die Single In Your Arms - Spanien - 2014: für das Streaming Am I Wrong - 2015: für die Single Am I Wrong | 2× Platin-Schallplatte - Italien - 2014: für die Single Am I Wrong - Schweden - 2016: für die Single I Wanna Know 3× Platin-Schallplatte - Dänemark - 2013: für das Streaming Am I Wrong - Neuseeland - 2023: für die Single Am I Wrong 6× Platin-Schallplatte - Australien - 2023: für die Single Am I Wrong - Kanada - 2023: für die Single Am I Wrong |

Anmerkung: Auszeichnungen in Ländern aus den Charttabellen bzw. Chartboxen sind in ebendiesen zu finden.
| Land/RegionAuszeichnungen für Musikverkäufe (Land/Region, Auszeichnungen, Verkäufe, Quellen) | Gold     | Platin       | Verkäufe  | Quellen                 |
| -------------------------------------------------------------------------------------------- | -------- | ------------ | --------- | ----------------------- |
| Australien (ARIA)                                                                            | —        | 7× Platin7   | 490.000   | aria.com.au             |
| Brasilien (PMB)                                                                              | —        | Platin1      | 60.000    | pro-musicabr.org.br     |
| Dänemark (IFPI)                                                                              | 2× Gold2 | 4× Platin4   | 45.000    | ifpi.dk DK2             |
| Deutschland (BVMI)                                                                           | Gold1    | Platin1      | 450.000   | musikindustrie.de       |
| Italien (FIMI)                                                                               | —        | 3× Platin3   | 110.000   | fimi.it                 |
| Kanada (MC)                                                                                  | —        | 6× Platin6   | 480.000   | musiccanada.com         |
| Neuseeland (RMNZ)                                                                            | Gold1    | 5× Platin5   | 127.500   | radioscope.co.nz NZ2    |
| Norwegen (IFPI)                                                                              | Gold1    | 26× Platin26 | 580.000   | ifpi.no                 |
| Österreich (IFPI)                                                                            | Gold1    | —            | 15.000    | ifpi.at                 |
| Schweden (IFPI)                                                                              | —        | 4× Platin4   | 160.000   | sverigetopplistan.se    |
| Schweiz (IFPI)                                                                               | Gold1    | —            | 15.000    | hitparade.ch            |
| Spanien (Promusicae)                                                                         | —        | 2× Platin2   | 40.000    | elportaldemusica.es ES2 |
| Vereinigte Staaten (RIAA)                                                                    | —        | 6× Platin6   | 6.000.000 | riaa.com                |
| Vereinigtes Königreich (BPI)                                                                 | —        | 2× Platin2   | 1.200.000 | bpi.co.uk               |
| Insgesamt                                                                                    | 7× Gold7 | 67× Platin67 |           |                         |

## Auszeichnungen
- Sieg beim Emergenza-Nachwuchsfestival 2011
- Spellemannprisen 2011 für das Video zu One Song (Regie: Jonas Meek Strømman)[8]
- Nominierung in der Kategorie „Lied des Jahres“ für Am I wrong bei der Preisverleihung P3 Gull 2013[9]
- European Border Breakers Award 2014